# Croton dispar
Espèce
Croton dispar est une espèce de plantes à fleurs du genre Croton et de la famille des Euphorbiaceae, présente à l'ouest de l'Afrique tropicale.
Il a pour synonyme :
- Croton collenettei, Hutch. et Dalziel, 1928